# Marie-Thérèse Kerschbaumer
Marie-Thérèse Kerschbaumer (née le 31 août 1936) est une romancière et poétesse autrichienne, et l'une des principales écrivaines en prose de langue allemande. Ses œuvres, principalement fictives, présentent les horreurs du fascisme, en particulier la répression des minorités,.
Elle est née à Garches près de Paris où son père cubain et sa mère autrichienne vivent pour échapper à la Guerre d'Espagne. Après avoir passé ses années d'enfance principalement au Costa Rica et dans le Tyrol autrichien, elle travaille en Angleterre pendant un an à l'âge de 17 ans avant de partir en Italie. En 1957, elle retourne en Autriche pour poursuivre ses études. À partir de 1963, elle étudie les langues romanes à l'Université de Vienne et passe deux ans en Roumanie avant d'obtenir un doctorat en linguistique roumaine en 1973. En 1971, elle épouse le peintre Helmut Kurz-Goldenstein.

## Carrière
Après ses études, elle est traductrice, principalement de l'espagnol. Son premier roman, Der Schwimmer (Le nageur) paru en 1976, décrit comment des détenus tentent de s'échapper d'une institution dans l'Espagne franquiste. En 1980, elle gagne en notoriété avec Der weibliche Name des Widerstands (Le nom féminin de la résistance) composé de sept récits fictifs de femmes dans les camps de concentration nazis. Combinaison inhabituelle de littérature documentaire et d'écriture créative, l'œuvre connaît un nouveau succès lorsqu'elle est mise à l'écran en téléfilm l'année suivante et paraît en édition de poche en 1982. Son troisième ouvrage, Schwestern (Sœurs, 1982) retrace les expériences de plusieurs générations d'une famille autrichienne et la façon dont les événements du XXe siècle affectent leur vie. Elle écrit également des pièces de théâtre, bien accueillies à la radio autrichienne mais qui n'ont pas été publiées.

## Distinctions (liste non-exhaustive)
- 1986 : Österreichischer Kunstpreis für Literatur (de)
- 1995 : Peter-Rosegger-Literaturpreis
- 1995 : Prix de la ville de Vienne de littérature